# Guisa, Cuba
Guisa là một thành phố ở tỉnh Granma của Cuba. Thành phố này nằm cách tỉnh lỵ Bayamo 19 ki-lô-mét (12 mi) về phía đông nam.

## Dân số
Năm 2004, thành phố Guisa có dân số 50.923 người. Tổng diện tích là 596 km² (230,1 mi²), với mật độ 85,4người/km² (221,2người/sq mi).